# Birds of Pray
Birds of Pray è il sesto album in studio del gruppo musicale rock statunitense Live, pubblicato nel 2003.

## Tracce
Edizione standard
1. Heaven – 3:49
2. She – 2:40
3. The Sanctity of Dreams – 3:33
4. Run Away – 3:53
5. Life Marches On – 2:53
6. Like I Do – 4:14
7. Sweet Release – 3:02
8. Everytime I See Your Face – 3:16
9. Lighthouse – 3:08
10. River Town – 4:09
11. Out to Dry – 3:20
12. Bring the People Together – 3:02
13. What Are We Fighting For? – 3:21

## Formazione
- Ed Kowalczyk – voce, chitarra
- Chad Taylor – chitarra
- Chad Gracey – batteria
- Patrick Dahlheimer – basso